# Наводнение в Центральной Европе (2024)
Наводнения в Центральной и Восточной Европе начались в пятницу 13 сентября 2024 года, в результате прихода циклона «Борис», вызвавшего резкое похолодание и осадки (сильные продолжительные дожди, а в Альпах и Шумаве — снегопад).

## Причины
Конец весны и начало лета 2024 года характеризовались многочисленными сильными штормами в Центральной Европе (наводнения на юго-западе Германии, юге Германии и Швейцарии), вызванными очень нестабильным реактивным течением. Лишь в августе установилась более стабильная летняя погода. Этот месяц стал ещё одним рекордно теплым месяцем в некоторых регионах, например, в Австрии. На второй неделе сентября течение снова стало нестабильным. Перед и позади циклона, движущегося в сторону Скандинавии, произошли два массивных вторжения холодного воздуха в регион центрального Средиземноморья. За несколько дней региональная температура упала на 20 °C с середины лета до отметки ниже 10 °C.
11 и 12 сентября вихрь низкого давления с высотным низким ядром, получивший международное название «Борис», а в Берлинском университете — «Анетт», сформировался на протяженном холодном фронте над северной Италией. Перед Скандинавским минимумом находился сильный южный поток, поэтому итальянский минимум пошел по классическому пути в район Карпатского бассейна. Сильные климатические контрасты над Европой — северные и южные течения протяженностью более 2000 км, высокая температура в Средиземноморском регионе и полярный воздух над Северным морем — привели к массовому переносу влаги в восточную часть Центральной Европы и интенсивному накоплению осадков в Карпатском своде и Северных Альпах.
Ситуация усугубляется изменением климата, из-за которого Средиземное море нагревается, а атмосфера поглощает больше влаги, что приводит к увеличению количества осадков в хорошую погоду. В 2024 году температура поверхности Средиземноморья находилась на рекордном уровне, достигнув в середине сентября 2024 года от 25 до почти 30 °C в северном средиземноморском регионе. Это означает, что значения в некоторых случаях были значительно более чем на 4 °C выше долгосрочного среднего показателя.
Немецкая погодная модель «ICON» прогнозирует до 500 литров осадков на квадратный метр в течение 72 часов в районе Крконоше. Такие значения, возможно, соответствовали бы тысячелетнему наводнению на Эльбе и Одере. Для восточного региона Северных Альп и центрального Дуная австрийская модель «AROME/INCA» дает производительность более 300 л/м², другие модели даже дают 400 л/м². На местах возможны столетние наводнения. Однако здесь волна паводка смягчилась за счёт большого количества свежевыпавшего снега в Альпах. В высоких Альпах от центральной Швейцарии до Австрии ожидается до 2 метров свежего снега, со снегопадами до более высоких постоянных поселений на высоте около 1000 м.

## Ход событий

### Австрия
Австрийские власти, используя имеющиеся прогнозы, начали освобождать места для поступающей воды в водоемах, в том числе: в водохранилище Оттенштайн в Нижней Австрии. Помимо предупреждений о сильных дождях, также пошел снегопад, в частности на юге Австрии. Службы посоветовали воздержаться от ненужных поездок на автомобиле в зоны риска, а ÖBB рекомендовало избегать поездок на поезде. Помимо Нижней Австрии, затоплены также долины рек в Бургенланде, такие как Вулка и Лейта. 14 сентября 24 города в округах Хорн, Кремс, Тульн и Цветль были классифицированы как зоны бедствия из-за высокого уровня воды в реке Камп. Вечером того же дня территория была расширена и теперь включает 18 городов.
Ранним утром 15 сентября правительство земли Нижняя Австрия объявило, что весь регион сейчас находится в статусе стихийного бедствия. Во многих местах сработала система предупреждения, и жителей пришлось эвакуировать. Многочисленные ручьи, такие как Першлинг и река Вена, вышли из берегов, что также вызвало эвакуацию жителей Вены. В 10:00 по местному времени было объявлено о смерти пожарного, первого человека, погибшего в результате наводнения в этой стране. Были введены ограничения на ряде дорог и автомагистралей, на железнодорожном транспорте и в венском метро. 16 сентября город Лилиенфельд был отрезан от окрестностей, и власти подтвердили смерть двух местных жителей.

### Венгрия
В Венгрии наводнения ожидаются с опозданием, столичный Будапешт ожидает, что уровень воды в Дунае значительно поднимется к 17 сентября. Власти оценивают подъём воды до 930 см. Службы начали готовиться к резкому подъему воды, приближающейся к венгерской столице.
17 сентября появились сообщения о том, что гидрологи предсказали, что пик волны на Дунае значительно растянулся. Это, в свою очередь, означает, что он будет двигаться по территории Венгрии гораздо дольше, чем первоначально предполагалось. Ее вершина минует город Надьбайч (недалеко от границы со Словакией) в четверг и достигнет Будапешта только в субботу. В этот день максимальный прогнозируемый уровень воды в столице ожидается на уровне 860 см.

### Германия
С 14 сентября в Германии на нескольких реках Баварии, в том числе на Дунае и Эльбе, уровень воды повысился, но остался на оптимальном уровне. Наибольший подъем воды ожидался в Пассау недалеко от границы с Австрией. В этом городе в Дунай впадают две реки меньшей водности — Инн и Ильц. Местные власти сообщили, что уровень Дуная составляет 7,9 метра, а реки Инн — 5,5 метра.

### Италия
В сентябре 2024 года из Равенны и Болоньи в результате наводнений было эвакуировано около тысячи человек. Было остановлено движение региональных поездов. 21 сентября было объявлено чрезвычайное положение, и были выделены 20 млн евро на устранение последствий наводнения. Наводнением было охвачено большинство тех участков, которые затопило в мае 2023 года.

### Молдова
В субботу, 14 сентября, многие улицы Кишинёва были затоплены в результате сильных дождей. Известно, что в реке Бык, протекающая через столицу страны, поднялся уровень воды. В некоторых местах течение воды было настолько сильным, что унесло под машину двух женщин. Ситуация с наводнением затронула и другие города и сёла Молдовы, в том числе: Пухой, Лэргуца, Лека, Страшены или Тэтэрэшень.

### Польша
В Польше были затоплены города Глухолазы, Прудник, Ныса в Опольском воеводстве, Клодзко в Нижнесилезском воеводстве. Помимо проливных дождей и повышения уровня реки на чешской стороне, ситуацию усугубил прорыв плотины в городе Строне-Слёнске, к юго-востоку от Клодзско. Очередной прорыв противопаводкового водохранилища произошел 16 сентября в Ныса-Клодзка. К волне наводнения готовились и крупно населённые города Вроцлав, где кульминация ожидается 18 сентября, или Ополе.

### Румыния
14 сентября власти Румынии сообщили о четырёх людях, погибших в результате наводнений в жудецах Галац и Васлуй. К 15 сентября было повреждено уже около 5000 домов.
17 сентября власти Румынии заявили, что число жертв в этой стране возросло до 7 человек. Еще один человек был опознан в селе Гривица Галатского жудеца. Кроме того, красный (самый высокий) уровень опасности наводнения действует в Галатском, Васлуйском и Ясском жудецах. В остальных северо-восточных округах действует оранжевый или жёлтый уровень тревога.

### Сербия
Огромное количество воды, стекающей по Дунаю в Черное море, также может угрожать Сербии. С 16 сентября в стране ожидается повышение уровня воды на Дунае, однако, по имеющейся информации, оно будет не таким серьеёным, как в странах верхнего течения (таких как Австрия, Словакия или Венгрия). Хотя наводнение в настоящее время исключено, из-за обильных дождей, прошедших в регионе в последнее время, ситуация может быть динамичной. Сербские гидрологи говорят, что на севере Сербии в Воеводине уровень воды превысит противопаводковый лимит, но опасность более серьезных проблем незначительна.

### Словакия
Угроза наводнения также затронула Словакию, где опасались затопления Братиславы. 13 сентября были выявлены территории, которые могут быть затоплены, в результате чего были приняты определённые меры по минимизации возможных последствий. Уровень Дуная немного поднялся, но это не привело к затоплению исторического центра словацкой столицы.
17 сентября пика достиг уровень воды в столице Словакии. Вода достигла высоты 9 метров и 80 см, после чего начала падать. В метеослужбах заверили, что опасности словацкой столице нет. По мнению словацкой оппозиции, местное правительство преуменьшило угрозу и не приняло достаточных мер для защиты людей и зданий в непосредственной близости от Дуная.

### Словения
Наиболее трагические и жестокие наводнения наблюдались, в частности, в общине Нова-Горица, прямо у границы с Италией, на местной реке в Небло. В СМИ было распространено видео, на котором видно, как местная река за несколько часов затопила весь мост в городе. Проблемы, вызванные дождем, сильнее всего ударили по городу Целе, частично парализовав его. В общине Жалец в Савиньской долине река Ложница вышла из берегов, затопив несколько домов.

### Чехия
На 244 гидрологических постах на территории Чехии был зафиксирован один из уровней активности наводнений. Было остановлено движение на десятках железнодорожных путей и дорог. Десятки тысяч домохозяйств остались без электричества. Были отменены десятки культурных и спортивных мероприятий.
Изначально сообщалось о 4 пропавших без вести, в понедельник был подтверждён 1 случай смерти и 7 пропавших без вести.

## Погибшие
По состоянию на 19.09.2024:
| Страна  | Количество |
| ------- | ---------- |
| Австрия | 5          |
| Польша  | 11         |
| Румыния | 7          |
| Чехия   | 5          |